# 王桂窑站
王桂窑站是一个大准线上的铁路车站，位于内蒙古自治区清水河县王桂窑乡，建于1993年，目前为四等站，邮政编码为011619。目前客运：办理旅客乘降；行李、包裹托运；货运：办理整车货物发到。